# Frantzdy Pierrot
Frantzdy Pierrot (ur. 29 marca 1995 w Cap-Haïtien) – haitański piłkarz, grający na pozycji napastnika w klubie greckim klubie AEK Ateny oraz reprezentacji Haiti.

## Kariera
Frantzdy Pierrot urodził się w Haiti, lecz wychowywał w Stanach Zjednoczonych. Zanim rozpoczął profesjonalną karierę grał w drużynach akademickich. Jego pierwszym klubem był Reading United AC. W 2018 roku przeniósł się do belgijskiego Royal Excel Mouscron. Obecnie gra we francuskim drugoligowym EA Guingamp.  
W reprezentacji Haiti zadebiutował 10 września 2018 w meczu z Sint Maarten, w którym zdobył dwie bramki. Został powołany na Złoty Puchar CONCACAF 2019, gdzie strzelił dwa gole w meczu z Bermudami.